# Fusisporium betae
Fusisporium betae är en svampart som beskrevs av Desm. 1830. Fusisporium betae ingår i släktet Fusisporium och familjen Nectriaceae.   Inga underarter finns listade i Catalogue of Life.